# Хронология пилотируемых космических полётов (2010-е)

## 2010 год
| №   | Экипаж | Корабль доставки                | Корабль возвращения              | Достижения                                                                                               | Продолжительность      |
| --- | --- | ------------------------------- | -------------------------------- | --- | ---------------------- |
| 270 | Джордж Замка Терри Виртс Роберт Бенкен Николас Патрик Кэтрин Хайр Стивен Робинсон                                    | 8 февраля 2010 Индевор STS-130  | 22 февраля 2010 Индевор STS-130  | 130-й полёт шаттла. 24-й полёт «Индевора».                                                               | 13 дней 18 ч 8 м 3 с   |
| 271 | Александр Скворцов Михаил Корниенко Трейси Колдуэлл                                                                  | 2 апреля 2010 «Союз ТМА-18»     | 25 сентября 2010 «Союз ТМА-18»   | 22-й полет Союза к МКС                                                                                   | 176 дней 1 ч 18 м 38 с |
| 272 | Алан Пойндекстер Джеймс Даттон Ричард Мастраккио Клейтон Андерсон Меткалф-Линденбургер Стефани Уилсон Наоко Ямадзаки | 5 апреля 2010 Дискавери STS-131 | 20 апреля 2010 Дискавери STS-131 | 131-й полёт шаттла. 38-й полёт «Дискавери». Продолжение строительства Международной космической станции. | 15 дней 2 ч 48 м 8 с   |
| 273 | Кеннет Хэм Тони Антонелли Майкл Гуд Пирс Селлерс Стивен Боуэн Гарретт Райзман                                        | 14 мая 2010 Атлантис STS-132    | 26 мая 2010 Атлантис STS-132     | 132-й полёт шаттла. 32-й полёт «Атлантиса». Продолжение строительства Международной космической станции. | 11 дней 18 ч 29 м 9 с  |
| 274 | Фёдор Юрчихин Дуглас Уилок Шеннон Уокер                                                                              | 15 июня 2010 Союз ТМА-19        | 26 ноября 2010 Союз ТМА-19       | 100-й полёт, 23-й к международной космической станции                                                    | 163 дня 7 ч 11 м 34 с  |
| 275 | Александр Калери Олег Скрипочка Скотт Келли                                                                          | 7 октября 2010 «Союз ТМА-01М»   | 16 марта 2011 «Союз ТМА-01М»     | Серия ТМА-М с новой модернизированной системой управления                                                | 159 дней 8 ч 43 м 10 с |
| 276 | Дмитрий Кондратьев Катерина Коулман Паоло Несполи                                                                    | 15 декабря 2010 Союз ТМА-20     | 24 мая 2011 Союз ТМА-20          | 25-й полет Союза к МКС                                                                                   | 159 дней 7 ч 17 м 15 с |

Итоги года
- Космонавтов России — 108 (+4 за год); Пилотируемых полётов России — 113 (+4 за год)
- Астронавтов США — 332 (+4 за год); Пилотируемых полётов США — 160 (+3 за год)
- Космонавтов Китая — 6 (+0 за год); Пилотируемых полётов Китая — 3 (+0 за год)
- Космонавтов других стран — 71 (+1 за год);
- Всего астронавтов и космонавтов — 517 (+9 за год)
- Всего пилотируемых полётов — 276 (+7 за год)

## 2011 год
| №   | Экипаж                                                                               | Корабль доставки                  | Корабль возвращения            | Достижения                                                                         | Продолжительность      |
| --- | ------------------------------------------------------------------------------------ | --------------------------------- | ------------------------------ | ---------------------------------------------------------------------------------- | ---------------------- |
| 277 | Стивен Линдси Эрик Боу Бенджамин Дрю Майкл Барратт Стивен Боуэн Николь Стотт         | 24 февраля 2011 Дискавери STS-133 | 9 марта 2011 Дискавери STS-133 | 133-й полёт шаттла. 39-й, последний полет шаттла Дискавери                         | 12 дней 19 ч 4 м 50 с  |
| 278 | Андрей Борисенко Александр Самокутяев Рональд Гаран                                  | 4 апреля 2011 «Союз ТМА-21»       | 16 сентября 2011 «Союз ТМА-21» | 26-й полет Союза к МКС                                                             | 164 дня 5 ч 41 м 24 с  |
| 279 | Марк Келли Грегори Джонсон Эндрю Фьюстел Майкл Финк Грегори Шамитофф Роберто Виттори | 16 мая 2011 Индевор STS-134       | 1 июня 2011 Индевор STS-134    | 134-й полёт шаттла. 25-й, последний полет шаттла Индевор                           | 15 дней 17 ч 39 м 8 с  |
| 280 | Сергей Волков Майкл Фоссум Сатоси Фурукава                                           | 8 июня 2011 Союз ТМА-02М          | 22 ноября 2011 Союз ТМА-02М    | 27-й полет Союза к МКС                                                             | 167 дней 6 ч 12 м 25 с |
| 281 | Кристофер Фергюсон Даглас Хёрли Сандра Магнус Рекс Уолхайм                           | 8 июля 2011 Атлантис STS-135      | 21 июля 2011 Атлантис STS-135  | 135-й полёт шаттла. 33-й полет шаттла Атлантис, последний по программе Спейс Шаттл | 12 дней 18 ч 28 м 50 с |
| 282 | Антон Шкаплеров Анатолий Иванишин Дэниел Бёрбэнк                                     | 14 ноября 2011 «Союз ТМА-22»      | 27 апреля 2012 «Союз ТМА-22»   | Последний запуск корабля модификации ТМА.                                          | 165 дней 7 ч 31 м      |
| 283 | Олег Кононенко Андре Кёйперс Доналд Петтит                                           | 21 декабря 2011 Союз ТМА-03М      | 1 июля 2012 Союз ТМА-03М       | 29-й полет Союза к МКС                                                             | 192 дня 18 ч 58 м      |

Итоги года
- Космонавтов России — 112 (+4 за год); Пилотируемых полётов России — 117 (+4 за год)
- Астронавтов США — 332 (+0 за год); Пилотируемых полётов США — 163 (+3 за год)
- Космонавтов Китая — 6 (+0 за год); Пилотируемых полётов Китая — 3 (+0 за год)
- Космонавтов других стран — 72 (+1 за год);
- Всего астронавтов и космонавтов — 522 (+5 за год)
- Всего пилотируемых полётов — 283 (+7 за год)

## 2012 год
| №   | Экипаж                                           | Корабль доставки             | Корабль возвращения           | Достижения                                                                   | Продолжительность       |
| --- | ------------------------------------------------ | ---------------------------- | ----------------------------- | ---------------------------------------------------------------------------- | ----------------------- |
| 284 | Геннадий Падалка Сергей Ревин Джозеф Акаба       | 15 мая 2012 Союз ТМА-04М     | 17 сентября 2012 Союз ТМА-04М | 30-й полет Союза к МКС                                                       | 124 дня 23 ч 51 м 30 с  |
| 285 | Цзин Хайпэн Лю Ван Лю Ян                         | 16 июня 2012 «Шэньчжоу-9»    | 29 июня 2012 «Шэньчжоу-9»     | Лю Ян — первая женщина-тайконавт. Стыковка с орбитальной станцией Тяньгун-1. | 12 дней 15 ч 25 м 24 с  |
| 286 | Юрий Маленченко Сунита Уильямс Акихико Хосидэ    | 15 июля 2012 Союз ТМА-05М    | 19 ноября 2012 Союз ТМА-05М   | 115-й полет корабля Союз, 31-й полет к МКС                                   | 126 дней 23 ч 13 м 17 с |
| 287 | Олег Новицкий Евгений Тарелкин Кевин Форд        | 23 октября 2012 Союз ТМА-06М | 16 марта 2013 Союз ТМА-06М    | 32-й полет Союза к МКС                                                       | 143 дня 16 ч 14 м 49 с  |
| 288 | Роман Романенко Томас Маршбёрн Кристофер Хэдфилд | 19 декабря 2012 Союз ТМА-07М | 14 мая 2013 Союз ТМА-07М      | 33-й полет Союза к МКС                                                       | 145 дней 14 ч 18 м 15 с |

Итоги года
- Космонавтов России — 115 (+3 за год); Пилотируемых полётов России — 121 (+4 за год)
- Астронавтов США — 332 (+0 за год); Пилотируемых полётов США — 163 (+0 за год)
- Космонавтов Китая — 8 (+2 за год) ; Пилотируемых полётов Китая — 4 (+1 за год)
- Космонавтов других стран — 72 (+0 за год);
- Всего астронавтов и космонавтов — 527 (+5 за год)
- Всего пилотируемых полётов — 288 (+5 за год)

## 2013 год
| №   | Экипаж                                                | Корабль доставки                | Корабль возвращения             | Достижения                                        | Продолжительность       |
| --- | ----------------------------------------------------- | ------------------------------- | ------------------------------- | ------------------------------------------------- | ----------------------- |
| 289 | Павел Виноградов Александр Мисуркин Кристофер Кэссиди | 29 марта 2013 «Союз ТМА-08М»    | 11 сентября 2013 «Союз ТМА-08М» | 34-й полет Союза к МКС                            | 166 дней 6 ч 15 мин     |
| 290 | Фёдор Юрчихин Карен Найберг Лука Пармитано            | 29 мая 2013 «Союз ТМА-09М»      | 11 ноября 2013 «Союз ТМА-09М»   | 35-й полет Союза к МКС                            | 166 дней 6 ч 6 мин      |
| 291 | Не Хайшэн Чжан Сяогуан Ван Япин                       | 11 июня 2013 «Шэньчжоу-10»      | 26 июня 2013 «Шэньчжоу-10»      | Вторая стыковка с орбитальной станцией Тяньгун-1. | 14 дней 14 ч 29 мин 3 с |
| 292 | Олег Котов Сергей Рязанский Майкл Хопкинс             | 25 сентября 2013 «Союз ТМА-10М» | 11 марта 2014 «Союз ТМА-10М»    | 36-й полет Союза к МКС                            | 166 дней 6 ч 25 мин     |
| 293 | Михаил Тюрин Ричард Мастраккио Коити Ваката           | 7 ноября 2013 «Союз ТМА-11М»    | 14 мая 2014 «Союз ТМА-11М»      | 37-й полет Союза к МКС                            | 187 дней 21 ч 44 мин    |

Итоги года
- Космонавтов России — 117 (+2 за год); Пилотируемых полётов России — 125 (+4 за год)
- Астронавтов США — 333 (+1 за год); Пилотируемых полётов США — 163 (+0 за год)
- Космонавтов Китая — 10 (+2 за год) ; Пилотируемых полётов Китая — 5 (+1 за год)
- Космонавтов других стран — 73 (+1 за год);
- Всего астронавтов и космонавтов — 533 (+6 за год)
- Всего пилотируемых полётов — 293 (+5 за год)

## 2014 год
| №   | Экипаж                                          | Корабль доставки                | Корабль возвращения             | Достижения             | Продолжительность    |
| --- | ----------------------------------------------- | ------------------------------- | ------------------------------- | ---------------------- | -------------------- |
| 294 | Александр Скворцов Олег Артемьев Стивен Суонсон | 25 марта 2014 «Союз ТМА-12М»    | 11 сентября 2014 «Союз ТМА-12М» | 38-й полет Союза к МКС | 169 дней 5 ч 6 мин   |
| 295 | Максим Сураев Грегори Уайсмен Александр Герст   | 28 мая 2014 «Союз ТМА-13М»      | 10 ноября 2014 «Союз ТМА-13М»   | 39-й полет Союза к МКС | 165 дней 8 ч 1 мин   |
| 296 | Александр Самокутяев Елена Серова Барри Уилмор  | 25 сентября 2014 «Союз ТМА-14М» | 12 марта 2015 «Союз ТМА-14М»    | 40-й полет Союза к МКС | 167 дней 5 ч 42 мин  |
| 297 | Антон Шкаплеров Кристофоретти Терри Вёртс       | 24 ноября 2014 «Союз ТМА-15М»   | 11 июня 2015 «Союз ТМА-15М»     | 41-й полет Союза к МКС | 199 дней 16 ч 42 мин |

Итоги года
- Космонавтов России — 119 (+2 за год); Пилотируемых полётов России — 129 (+4 за год)
- Астронавтов США — 334 (+1 за год); Пилотируемых полётов США — 163 (+0 за год)
- Космонавтов Китая — 10 (+0 за год) ; Пилотируемых полётов Китая — 5 (+0 за год)
- Космонавтов других стран — 75 (+2 за год);
- Всего астронавтов и космонавтов — 538 (+5 за год)
- Всего пилотируемых полётов — 297 (+4 за год)

## 2015 год
| №   | Экипаж                                  | Корабль доставки               | Корабль возвращения             | Достижения | Продолжительность    |
| --- | --------------------------------------- | ------------------------------ | ------------------------------- | --- | -------------------- |
| 298 | Геннадий Падалка                        | 27 марта 2015 «Союз ТМА-16М»   | 12 сентября 2015 «Союз ТМА-16М» | 42-й полет Союза к МКС. Михаил Корниенко и Скотт Келли проработают на борту Международной космической станции в течение года и вернутся на корабле Союз ТМА-18М. На корабле Союз ТМА-16М возвращаются Геннадий Падалка, Андреас Могенсен и Айдын Аимбетов. | 168 дней 16 ч 31 мин |
| 298 | Михаил Корниенко Скотт Келли            | 27 марта 2015 «Союз ТМА-16М»   | 2 марта 2016 «Союз ТМА-18М»     | 42-й полет Союза к МКС. Михаил Корниенко и Скотт Келли проработают на борту Международной космической станции в течение года и вернутся на корабле Союз ТМА-18М. На корабле Союз ТМА-16М возвращаются Геннадий Падалка, Андреас Могенсен и Айдын Аимбетов. | 340 дней 8 ч 42 м    |
| 299 | Олег Кононенко Кимия Юи Челл Линдгрен   | 22 июля 2015 «Союз ТМА-17М»    | 11 декабря 2015 «Союз ТМА-17М»  | 43-й полет Союза к МКС | 141 дней 7 ч 2 мин   |
| 300 | Сергей Волков                           | 2 сентября 2015 «Союз ТМА-18М» | 2 марта 2016 «Союз ТМА-18М»     | 44-й полет Союза к МКС. Могенсен и Аимбетов вернулись на Землю на корабле «Союз ТМА-16М» вместе с командиром Геннадием Падалкой. | 179 дней 17 ч 20 мин |
| 300 | Андреас Могенсен Айдын Аимбетов         | 2 сентября 2015 «Союз ТМА-18М» | 12 сентября 2015 «Союз ТМА-16М» | 44-й полет Союза к МКС. Могенсен и Аимбетов вернулись на Землю на корабле «Союз ТМА-16М» вместе с командиром Геннадием Падалкой. | 9 дней 20 ч 13 мин   |
| 301 | Юрий Маленченко Тимоти Копра Тимоти Пик | 15 декабря 2015 «Союз ТМА-19М» | 18 июня 2016 «Союз ТМА-19М»     | 45-й полет Союза к МКС | 185 дней 12 ч 19 мин |

Итоги года
- Космонавтов России — 119 (+0 за год); Пилотируемых полётов России — 133 (+4 за год)
- Астронавтов США — 335 (+1 за год); Пилотируемых полётов США — 163 (+0 за год)
- Космонавтов Китая — 10 (+0 за год); Пилотируемых полётов Китая — 5 (+0 за год)
- Космонавтов других стран — 79 (+4 за год);
- Всего астронавтов и космонавтов — 543 (+5 за год)
- Всего пилотируемых полётов — 301 (+4 за год)
- Побит рекорд суммарной продолжительности пребывания в космосе — Падалка (за пять полётов) = 21083 ч 39 м (878 дней 11 ч 31 м). Предыдущий рекорд был — Крикалёв (за шесть полётов) = 19281 ч 39 м (803 дня 9 ч 39 м).

## 2016 год
| №   | Экипаж                                         | Корабль доставки              | Корабль возвращения            | Достижения | Продолжительность    |
| --- | ---------------------------------------------- | ----------------------------- | ------------------------------ | --- | -------------------- |
| 302 | Алексей Овчинин Олег Скрипочка Джеффри Уильямс | 19 марта 2016 «Союз ТМА-20М»  | 7 сентября 2016 «Союз ТМА-20М» | 46-й полет Союза к МКС. Это последний корабль серии «Союз ТМА-М», на корабле был установлен последний комплект системы «Курс-А».           | 172 дня 3 ч 47 мин   |
| 303 | Анатолий Иванишин Такуя Ониси Кэтлин Рубинс    | 7 июля 2016 «Союз МС-01»      | 30 октября 2016 «Союз МС-01»   | 47-й полет Союза к МКС. Корабль серии «Союз МС» является новой модернизированной версией космического корабля «Союз ТМА-М».                | 115 дней 2 ч 22 мин  |
| 304 | Цзин Хайпэн Чэнь Дун                           | 16 октября 2016 «Шэньчжоу-11» | 17 ноября 2016 «Шэньчжоу-11»   | Стыковка с находящейся на орбите космической лабораторией «Тяньгун-2» и работа космонавтов в модуле «Тяньгун-2» в общей сложности 30 дней. | 32 дня 6 ч 13 мин    |
| 305 | Сергей Рыжиков Андрей Борисенко Роберт Кимбро  | 19 октября 2016 «Союз МС-02»  | 10 апреля 2017 «Союз МС-02»    | 48-й полет Союза к МКС | 173 дня 3 ч 16 мин   |
| 306 | Олег Новицкий Тома Песке                       | 17 ноября 2016 «Союз МС-03»   | 2 июня 2017 «Союз МС-03»       | 49-й полет Союза к МКС | 196 дней 17 ч 49 мин |
| 306 | Пегги Уитсон                                   | 17 ноября 2016 «Союз МС-03»   | 3 сентября 2017 «Союз МС-04»   | 49-й полет Союза к МКС | 289 дней 5 ч 1 мин   |

Итоги года
- Космонавтов России — 121 (+2 за год); Пилотируемых полётов России — 137 (+4 за год)
- Астронавтов США — 336 (+1 за год); Пилотируемых полётов США — 163 (+0 за год)
- Космонавтов Китая — 11 (+1 за год) ; Пилотируемых полётов Китая — 6 (+1 за год)
- Космонавтов других стран — 81 (+2 за год);
- Всего астронавтов и космонавтов — 549 (+6 за год)
- Всего пилотируемых полётов — 306 (+5 за год)

## 2017 год
| №   | Экипаж                                            | Корабль доставки              | Корабль возвращения          | Достижения             | Продолжительность    |
| --- | ------------------------------------------------- | ----------------------------- | ---------------------------- | ---------------------- | -------------------- |
| 307 | Фёдор Юрчихин Джек Фишер                          | 20 апреля 2017 «Союз МС-04»   | 3 сентября 2017 «Союз МС-04» | 50-й полет Союза к МКС | 135 дней 18 ч 8 мин  |
| 308 | Сергей Рязанский Рэндольф Брезник Паоло Несполи   | 28 июля 2017 «Союз МС-05»     | 14 декабря 2017 «Союз МС-05» | 51-й полет Союза к МКС | 138 дней 16 ч 58 мин |
| 309 | Александр Мисуркин Марк Т. Ванде Хай Джозеф Акаба | 13 сентября 2017 «Союз МС-06» | 28 февраля 2018 «Союз МС-06» | 52-й полет Союза к МКС | 168 дней 05 ч 14 мин |
| 310 | Антон Шкаплеров Скотт Тингл Норисигэ Канаи        | 17 декабря 2017 «Союз МС-07»  | 3 июня 2018 «Союз МС-07»     | 53-й полет Союза к МКС | 168 дней 05 ч 19 мин |

Итоги года
- Космонавтов России — 121 (+0 за год); Пилотируемых полётов России — 141 (+4 за год)
- Астронавтов США — 339 (+3 за год); Пилотируемых полётов США — 163 (+0 за год)
- Космонавтов Китая — 11 (+0 за год); Пилотируемых полётов Китая — 6 (+0 за год)
- Космонавтов других стран — 82 (+1 за год);
- Всего астронавтов и космонавтов — 553 (+4 за год)
- Всего пилотируемых полётов — 310 (+4 за год)

## 2018 год
| №   | Экипаж                                                   | Корабль доставки             | Корабль возвращения          | Достижения             | Продолжительность                          |
| --- | -------------------------------------------------------- | ---------------------------- | ---------------------------- | ---------------------- | ------------------------------------------ |
| 311 | Олег Артемьев Эндрю Фьюстел Ричард Арнольд               | 21 марта 2018 «Союз МС-08»   | 4 октября 2018 «Союз МС-08»  | 54-й полет Союза к МКС | 196 дней 18 ч 1 мин                        |
| 312 | Сергей Прокопьев Александр Герст Серина Ауньон-Чанселлор | 6 июня 2018 «Союз МС-09»     | 20 декабря 2018 «Союз МС-09» | 55-й полет Союза к МКС | 196 дней 17 ч 49 мин                       |
| -   | Алексей Овчинин Тайлер Хейг                              | 11 октября 2018 «Союз МС-10» | 11 октября 2018 «Союз МС-10» | 56-й полет Союза к МКС | 0 дней 0 ч 20 мин (авария ракеты-носителя) |
| 313 | Олег Кононенко Давид Сен-Жак Энн Макклейн                | 3 декабря 2018 «Союз МС-11»  | 25 июня 2019 «Союз МС-11»    | 57-й полет Союза к МКС | 203 дня 15 ч 15 мин                        |

Итоги года
- Космонавтов России — 122 (+1 за год); Пилотируемых полётов России — 144 (+3 за год)
- Астронавтов США — 342 (+3 за год); Пилотируемых полётов США — 163 (+0 за год)
- Космонавтов Китая — 11 (+0 за год); Пилотируемых полётов Китая — 6 (+0 за год)
- Космонавтов других стран — 83 (+1 за год);
- Всего астронавтов и космонавтов — 558 (+5 за год)
- Всего пилотируемых полётов — 313 (+3 за год)
- 9 июля 2018 года поставлен рекорд по одновременному количеству челноков состыкованных с космической станцией — 6 штук: Dragon-15, Cygnus-9, Союз МС-08, Союз МС--09, Прогресс МС-08, Прогресс MS-09

## 2019 год
| №   | Экипаж                            | Корабль доставки              | Корабль возвращения         | Достижения             | Продолжительность          |
| --- | --------------------------------- | ----------------------------- | --------------------------- | ---------------------- | -------------------------- |
| 314 | Алексей Овчинин Тайлер Хейг       | 14 марта 2019 «Союз МС-12»    | 3 октября 2019 «Союз МС-12» | 58-й полет Союза к МКС | 202 дня 15 часов 45 минут  |
| 314 | Кристина Кук                      | 14 марта 2019 «Союз МС-12»    | 6 февраля 2020 «Союз МС-13» | 58-й полет Союза к МКС | 328 дней 13 часов 58 минут |
| 315 | Александр Скворцов Лука Пармитано | 20 июля 2019 «Союз МС-13»     | 6 февраля 2020 «Союз МС-13» | 59-й полет Союза к МКС | 200 дней 16 часов 43 минут |
| 315 | Эндрю Морган                      | 20 июля 2019 «Союз МС-13»     | 17 апреля 2020 «Союз МС-15» | 59-й полет Союза к МКС | 271 день 12 часов 48 минут |
| 316 | Олег Скрипочка Джессика Меир      | 25 сентября 2019 «Союз МС-15» | 17 апреля 2020 «Союз МС-15» | 61-й полет Союза к МКС | 204 дня 15 часов 19 минут  |
| 316 | Хаззаа Аль-Мансури                | 25 сентября 2019 «Союз МС-15» | 3 октября 2019 «Союз МС-12» | 61-й полет Союза к МКС | 7 дней 21 час 1 минута     |

Итоги года
- Космонавтов России — 122 (+0 за год); Пилотируемых полётов России — 147 (+3 за год)
- Астронавтов США — 345 (+3 за год); Пилотируемых полётов США — 163 (+0 за год)
- Космонавтов Китая — 11 (+0 за год) ; Пилотируемых полётов Китая — 6 (+0 за год)
- Космонавтов других стран — 84 (+1 за год);
- Всего астронавтов и космонавтов — 562 (+4 за год)
- Всего пилотируемых полётов — 316 (+3 за год)